# Альберт Вейнбаум
Абраха́м (Альбе́рт) Вейнба́ум (1890, Кам'янець-Подільський — 1943, Аушвіц) — французький живописець.

## Біографічні відомості

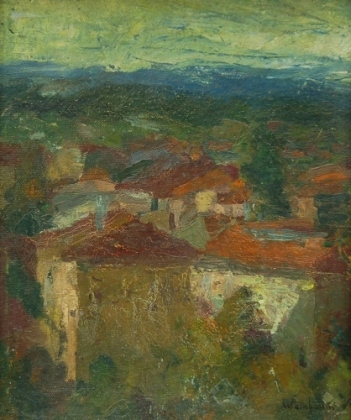
Альберт Вейнбаум. Вид на місто.
Картон, олія. 33,5х27,5

Абрахам Вейнбаум народився 1890 року в Кам'янці-Подільському. Дитинство минуло в Лодзі. Далі він переїхав у Краків і навчався в Краківській академії мистецтв. Повернувшись в Україну, Вейнбаум навчався в Одесі. Від 1910 року жив у Парижі.
Часто виставлявся, зокрема і на персональних виставках. Був дуже помітною фігурою на Монпарнасі.
Після оголошення війни вступив у французьку армію. 1940 року Вейнбаум із сім'єю втік у Марсель. У січні 1943 року їх заарештували, відправили в Комп'єнь, далі в Дрансі.
1943 року Вейнбаум загинув від рук німецьких нацистів в Аушвіці.

## Творчість
Вейнбаум писав натюрморти з квітами та портрети, яким притаманні споглядальне усамітнення, меланхолія та гостра інтимність. У багатьох роботах — єврейські типажі.
30 березня 2007 року в Харкові в галереї «АВЕК» відкрилася виставка «Марк Шагал та інші». Експозиція, яку презентував благодійний фонд Олександра Фельдмана, налічувала 48 скульптурних та живописних робіт із спадщини майстрів Паризької школи, об'єднаних єврейською тематикою. Виставлені експонати були з приватних колекцій Франції, Ізраїлю, Німеччини, власники яких відгукнулися на пропозицію Олександра Фельдмана показати їх харків'янам. Багато експонатів демонструвалося вперше. Серед представлених були й роботи Альберта Вейнбаума.